# 前田紗希
前田 紗希（まえだ さき、1993年2月21日 - ）は、埼玉県さいたま市出身のボートレーサー。登録番号4845。115期。埼玉支部所属。

## 来歴
2014年 - 2021年
2014年11月23日、戸田競艇場での一般戦「競艇マクール杯」でデビュー（6号艇6コース、4着）。
2016年4月23日、尼崎競艇場での一般戦「ミニボートピア鳥取開設5周年記念鳥取市長杯」4日目1Rで初勝利（110走目、6号艇6コース）。
2019年12月29日、江戸川競艇場での一般戦「第42回京葉賞トータリゼータエンジニアリング杯」で初優出（4号艇4コース、5着）。
2020年8月10日、蒲郡競艇場での一般戦「日刊スポーツ杯争奪第50回蒲郡大賞典」で優出（3号艇3コース、6着）。11月3日、戸田競艇場での一般戦「スカパー・ブロードキャスティング杯」で優出（6号艇4コース、3着）。
2021年12月3日、徳山競艇場での一般戦「日本トーター杯争奪戦」6日目11R（準優戦）で通算100勝を達成（1号艇1コース、1着）。4日、徳山競艇場での一般戦「日本トーター杯争奪戦」で優出（2号艇2コース、5着）。
2022年
1月16日、児島競艇場での一般戦「ヴィーナスシリーズ第18戦第11回クラリスカップ」で優出（5号艇5コース、2着）尚、オール女子戦での初優出となる。
5月16日、江戸川競艇場での一般戦「ヴィーナスシリーズ・Yes!高須クリニック杯」で初優勝（5号艇5コース、決まり手はまくり差し）。デビューから7年6ヶ月。
8月29日、大村競艇場でのG3「オールレディース第17回蛭子能収杯」で優出（6号艇6コース、4着）。G3レースでの初優出となる。
9月10日、江戸川競艇場でのG3「オールレディース江戸川女王決定戦KIRINCUP」で優出（5号艇5コース、4着）。初めての二節連続優出となる。20日、多摩川競艇場でのG1「第9回ヤングダービー」にてG1初出走（3号艇3コース、3着）を果たす。尚、同レースは初日のオープニングレース（1R目）だったが、3艇がフライングするという事故が起きた。
10月17日、戸田競艇場での一般戦「12カンパニー杯」で優出（5号艇5コース、4着）。
2023年
2月21日、蒲郡競艇場での「レディースオールスター」にてG2初出走（6号艇6コース、3着）を果たす。2月23日、蒲郡競艇場でのG2「レディースオールスター」にてG2初1着（1号艇1コース、1着）となる。尚、このシリーズでは予選突破を果たしレディースオールスター初出場、初1着、初予選突破を果たし初めてづくしのシリーズとなる。準優勝（11R5号艇）のメンバーは初日のドリームメンバーが揃った。
4月6日、住之江競艇場でのG3「オールレディース第34回アクアクイーンカップ」で優出（4号艇4コース、6着）。
7月22日、住之江競艇場での一般戦「2023モーターボートレディースカップ（VS第8戦）」2日目に転覆事故にて全治3ヶ月の重傷を負う。顔の怪我（鼻骨骨折 右眼窩内側壁骨折 右眼窩底骨折）がひどく一時はICUにて集中治療も行われていた。
10月21日、平和島競艇場でのG3「平和島レディースカップ」で優出（6号艇6コース、5着）。大怪我からの復帰戦にていきなり優出を果たす。
11月2日、戸田競艇場でのG3「オールレディース・大宮アルディージャベントス杯」で優出（2号艇2コース、5着）。復帰2戦目も優出となる。
12月5日、常滑競艇場でのG3「オールレディース競走レディース笹川杯」で優出（4号艇4コース、3着）。
2024年 -
6月24日、住之江競艇場でのG3「2024モーターボートレディスカップ」で優勝（1号艇1コースから1着）。尾骨骨折などの大怪我を負った前年の同大会ぶりとなる住之江出走で復活優勝することができた。自身通算2度目の優勝となる（初優勝は2022年5月江戸川）。
8月18日、徳山競艇場での一般戦「スポーツニッポン杯争奪ヴィーナスシリーズ第11戦」で優出（2号艇2コースから3着）。

## 人物
- 埼玉県立中央高等技術専門校中退[要出典]。
- 父親は、同じく競艇選手の前田光昭（登録番号3353）。
- 同期に仲谷颯仁、関浩哉、野中一平らがいる。
- 7歳からアクリ堀本バレエアカデミーにてクラシックバレエを始める。2008年全日本バレエコンクール児童の部Bで3位。
- 16歳の時に2009年ローザンヌ国際バレエコンクールに出場。同じ回にはオニール八菜、水谷実喜、みおり舞等が出場していた。
- ローザンヌコンクール出場後、米・ヒューストンバレエ学校へ半スカラシップ留学し、約2年間の留学生活を送る。その後進路を決める際、日本への帰国を決意し、父親の仕事姿を幼い頃から見ていた影響でボートレーサーを志す。
- 趣味は旅行、映画、釣り、お酒。好きな食べ物は餃子、ポテトサラダ、ナスの煮浸し、唐揚げ、コロッケ。苦手な食べ物はマンゴー。お酒は大好きだがビールは飲めない。梅酒、レモンサワー、ワインなど。
- 2020年9月、ボートレースの世界で活躍する女性選手とファンのエネルギーを社会に届ける「TUGBOAT PROJECT（タグボートプロジェクト）」 を立ち上げ、リーダーを務めている。女子ボートレーサーがデザインしたオリジナルTシャツをネットでチャリティー販売し、その売り上げを子ども食堂やフードパントリーといった子どもを支える施設や団体に寄付する活動を行なっている。
- 2021年8月、ウェブマガジン「marie claire digital」でのインタビュー記事にて、夢はボートレース場での子ども食堂開設と語っている。